# 2019 UO14
2019 UO14 — перший підтверджений троянець Сатурна, який обертається навколо Сонця, перебуваючи в точці Лагранжа L4. Цей об'єкт є частиною групи малих планет, що рухаються на тій самій орбіті, що й планета (у цьому випадку Сатурн), але залишаються стабільними завдяки гравітаційному впливу планети та її супутників. Для Сатурна, як і для Юпітера, можуть існувати такі стабільні орбіти для астероїдів, що рухаються в цих точках Лагранжа.
Об'єкт був відкритий 23 жовтня 2019 року телескопом Pan-STARRS 1, що розташований в обсерваторії Халеакала на Гаваях. 2019 UO14 був притягнутий гравітаційним полем Сатурна кілька тисяч років тому і залишатиметься на своїй орбіті ще приблизно 1000 років. Однак впливи інших зовнішніх планет можуть з часом змінити його орбіту і вивести його з точки Лагранжа.

## Орбіта

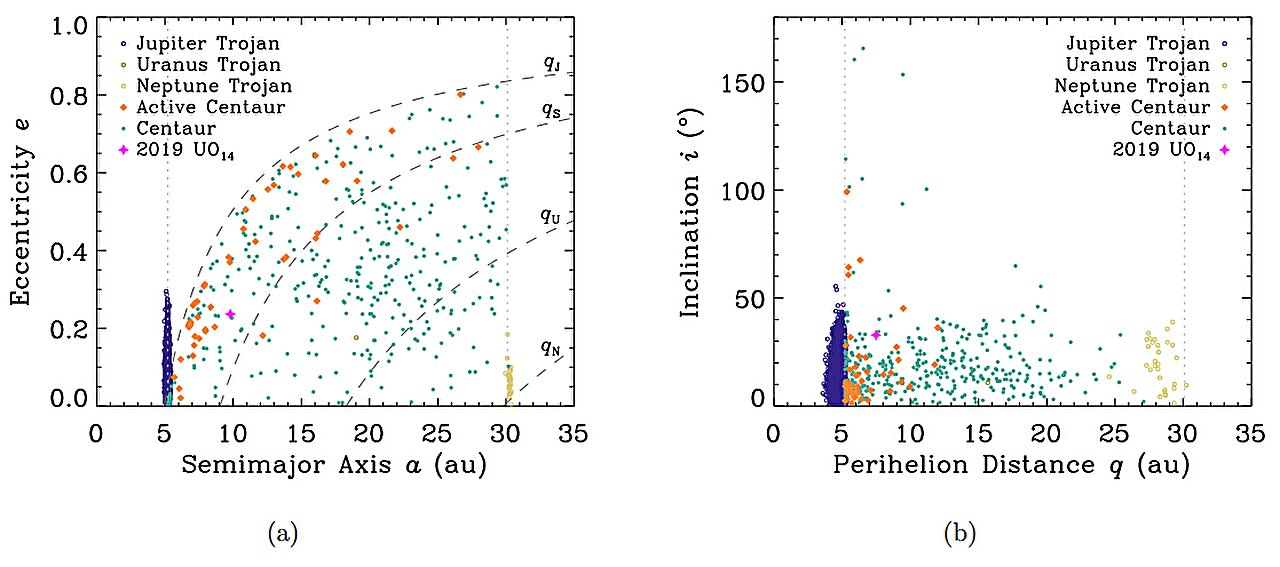
Порівняння 2019 UO_{14} з іншими Троянцями та Кентаврами

До того як Сатурн притягнув 2019 UO14, цей об'єкт мандрував по Сонячній системі як кентавр — орбіти таких об'єктів мають проміжне розташування між астероїдами головного поясу та об'єктами поясу Койпера. 2000 років тому Сатурн притягнув цей кентавр до своєї точки Лагранжа. Однак через постійний вплив гравітації Юпітера та Урана з часом 2019 UO14 буде викинуто з його поточної орбіти, і він залишить свою позицію троянця. Існує припущення, що в майбутньому буде виявлено більше троянців Сатурна, оскільки Сатурн має велику гравітаційну силу, здатну захоплювати малі об'єкти у свої точки Лагранжа.